# Zaplanik
Zaplanik (en serbe cyrillique : Запланик) est un village de Bosnie-Herzégovine. Il est situé dans la municipalité de Ravno, dans le canton d'Herzégovine-Neretva et dans la fédération de Bosnie-et-Herzégovine. Selon les premiers résultats du recensement bosnien de 2013, il abrite une population inférieure ou égale à 10 habitants.

## Histoire
Le village de Zaplanik est un site historique qui abrite un tumulus préhistorique, une nécropole avec 30 stećci (un type particulier de tombes médiévales), les ruines d'une église médiévale, l'église orthodoxe Saint-Pierre-et-Saint-Paul et un cimetière orthodoxe avec 15 croix. Cet ensemble est inscrit sur la liste des monuments nationaux de Bosnie-Herzégovine.

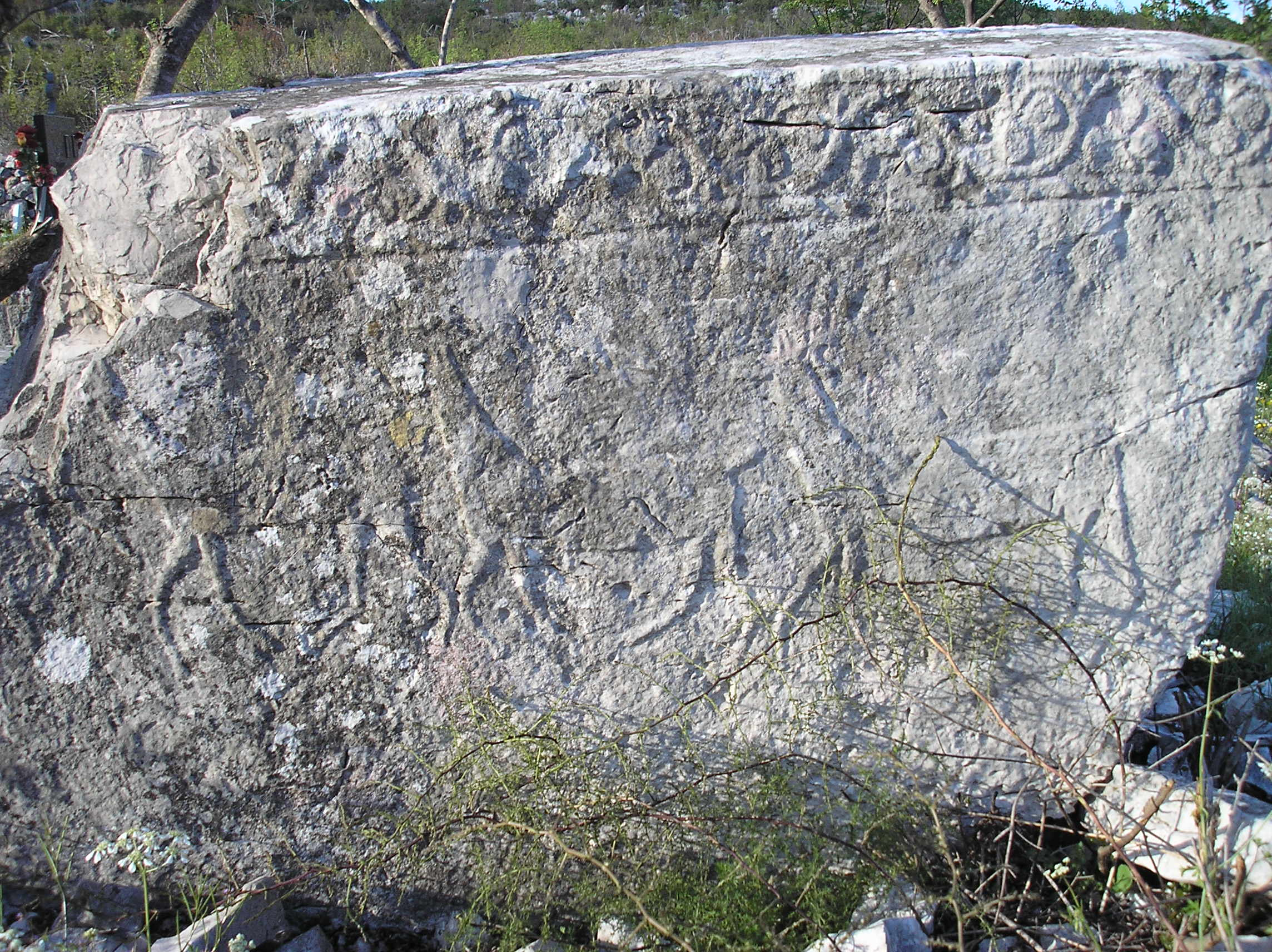
Un stećak à Zaplanik

## Démographie

### Évolution historique de la population dans la localité
| 1948 | 1953 | 1961 | 1971 | 1981 | 1991 | 2013 |
| ---- | ---- | ---- | ---- | ---- | ---- | ---- |
| -    | -    | 21   | 14   | 6    | 3    | ≤ 10 |

|  |

### Répartition de la population par nationalités (1991)
En 1991, les 3 habitants du village étaient tous serbes.